# Calle de la Muralla (Sagunto)
La calle de la Muralla es una vía pública de la ciudad española de Sagunto.

## Descripción
La vía conecta la calle de los Escipiones con la Mayor. Aparece descrita en el Nomenclator de las calles, plazas y puertas antiguas y modernas de la ciudad de Sagunto (1901) de Antonio Chabret y Fraga con las siguientes palabras:

Muralla (calle de la). Empieza en la de los Escipiones y termina en la Mayor. Lleva este nombre porque es el único trozo del recinto amurallado de la población, que está expedito sin haber apoyado edificio alguno sobre él, más que en la parte exterior. Todo él es de tapiería de un espesor de 6'50 metros por 1'90 de altura, con tres torres cuadradas y dicho muro se continua hacia la puerta Ferrica, hasta terminar en la plaza de Almenara del Castillo, extremdidad oriental de esta fortaleza. Conserva este recinto vestigios importantísimos de sus defensas militares, desde la época romana, hasta la Edad Media, que no me entretengo en describir.
(Chabret y Fraga, 1901, p. 69)